# Clavelitos
Clavelitos és una cançó composta per l'espanyol Genaro Monreal, amb lletra de Federico Galindo el 1949. No s'ha de confondre amb els Clavelitos, composta per Quinito Valverde. Incorporada al repertori habitual de les populars estudiantines universitàries d'Espanya, el tema s'ha arribat a formar part del patrimoni cultural dels espanyols del segle xx, al llarg de diverses generacions. S'ha convertit en tradició la seva interpretació en tot tipus d'actes i esdeveniments socials, sobretot si existeix presència institucional de la Universitat espanyola. Així, la cerimònia de lliurament dels prestigiosos Premis Cervantes, sol clausurar-se amb la interpretació de la cançó. La cançó ha aparegut en nombroses pel·lícules espanyoles i ha estat interpretada, entre d'altres, pel tenor Alfredo Kraus, Joselito o David Bustamante.